# János Stófián
János Stófián (18 giugno 1904 – 12 dicembre 1984) è stato un calciatore ungherese, di ruolo attaccante.

## Carriera
Sul terreno di gioco ricopriva il ruolo di centravanti, mentre fuori dal campo svolgeva la professione di ingegnere. Questo incise in parte sul suo stile di gioco, geometrico ed ordinato, mentre fu limitato dal suo fisico debole.
Raggiunse il picco della sua carriera nel biennio all'Ujpest (1929-1931), nel corso del quale vinse entrambi i campionati nazionali a cui prese parte, oltre che la Coppa Mitropa del 1929.